# Amy Segerstedt

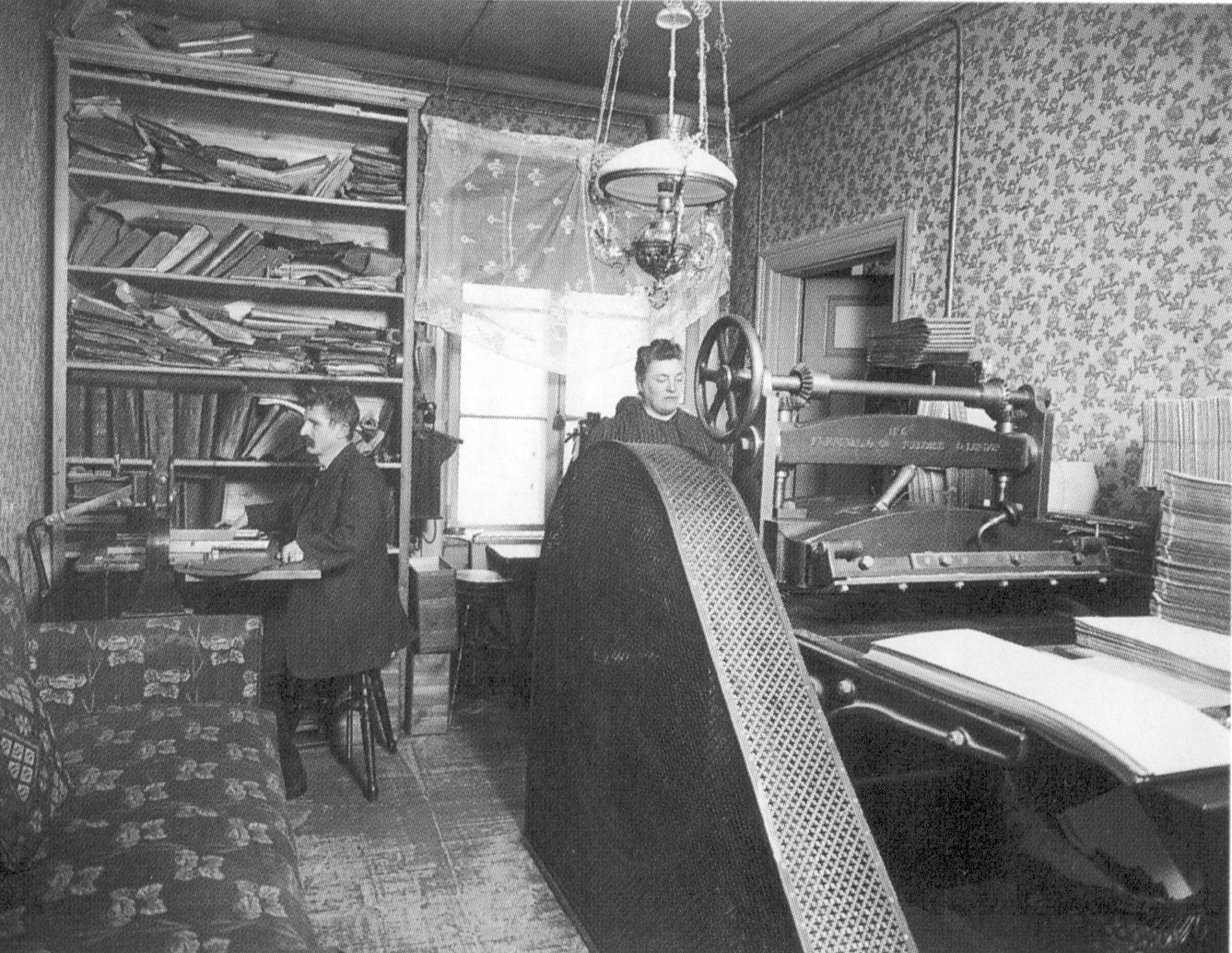
De Blindas Förenings punktskriftstryckeri 1903.

Amy Segerstedt, född 12 november 1835 i Åmål, död 16 november 1928 där, var en svensk lärare, folkbildare och filantrop samt grundare av punktskriftsbiblioteket i Stockholm.

## Biografi
Amy Segerstedt var dotter till provinsialläkaren Fredrik Segerstedt i Åmål som dog 1856. Familjen flyttade 1860 till Uppsala, där Amy Segerstedt utbildade sig till lärarinna vid Klosterskolan. Hon arbetade 1861–1874 som guvernant och 1874–1879 som lärare vid Clara Linds flickskola i Gävle innan hon 1879–1880 läste det avslutande året vid Falu folkskollärarinneseminarium, där hon examinerades 1880. Samma år blev hon föreståndare för den nyinrättade elementarskolan för flickor i Åmål. Efter att ha auskulterat på dövskolor i Danmark och Norge, blev hon 1882 föreståndare för Tysta skolan i Stockholm och var där till 1894.
Vid en konferens 1885 i Paris fick hon se det privata punktskriftsbibliotek som adelsmannen Maurice de la Sizeranne hade inrättat. I april 1892 grundade hon Föreningen för blindskrift, som utgav aktuell litteratur i punktskrift och i december 1892 öppnade ett litet lånebibliotek. Det var 1892–1895 inrymt i Tysta skolan, flyttade sedan till De blindas förening, som 1912 övertog det och utvecklade det till Tal- och punktskriftsbiblioteket (TPB), som numera heter Myndigheten för tillgängliga medier (MTM). MTM delar ut Amy-priset, som är uppkallat efter henne.
År 1901 flyttade Amy Segerstedt och hennes yngre syster Helmina till Göteborg och 1912 till en äldre syster i Åmål, där hon är begravd i svågern, vågmästare Petter Larssons familjegrav på Åmåls kyrkogård.